# Лі Йон Де
Лі Йон Де  (кор. 이용대, 11 вересня 1988) — південнокорейський бадмінтоніст, олімпійський чемпіон.

## Виступи на Олімпіадах
| Олімпіада   | Дисципліна    | Місце |
| ----------- | ------------- | ----- |
| Пекін 2008  | мікст         | 1     |
| Пекін 2008  | парний розряд | 9T    |
| Лондон 2012 | парний розряд | 3     |
| Ріо 2016    | парний розряд | =5    |